# USS Neshaminy
USS Neshaminy – parowa fregata z okresu wojny secesyjnej.
Okręt ten zbudowano w stoczni Philadelphia Navy Yard w Pensylwanii. Budowę rozpoczęto w roku 1863, dwa lata później, 5 października 1865 okręt został zwodowany. W maju 1869 zmieniono nazwę okrętu na USS „Arizona”, a we wrześniu tego samego roku na USS „Nevada”. Okręt został sprzedany w czerwcu 1874 roku. Planowano zamontowanie 2 stufuntowych dział systemu Parrotta, jednego działa sześciofuntowego, dziesięciu gładkolufowych dział ośmiocalowych i czterech moździerzy, ale nigdy nie został uzbrojony.